# Плоче (видиковац)
Плоче су видиковац на 355 м.нв., удаљен 4,5km од Ђердапске магистрале, смештен на простору НП Ђердап, на крашкој заравни под Великим Штрпцем, изнад клисуре Мали казан.
Са три видиковца до којих се стиже макадамским путем, из птичје перспективе пружа се поглед на Дунав и казанске вирове. Присутна ендемична флора указује на специфичну климу која се развијала кроз различита геолошка доба. Неколико стотина метара од видиковца, на 375 м.н.в. смештен је Визиторски центар Плоче НП Ђердап са поставком која репрезентује биљни и животињски свет, као и народну традицију овог краја.